# 戈约·贝尼托
格雷戈里奥·贝尼托·卢比奥（西班牙語：Gregorio Benito Rubio，1946年12月21日—2020年4月2日），昵称戈约·贝尼托，是西班牙职业男子足球运动员。司职後衛。长期效力于皇家马德里。

## 生涯
1946年生于托萊多省埃尔蓬特，在家乡长大。11岁时搬到西班牙北部的維多利亞，进入慈幼會学校学习。两年后移居马德里，在阿托查的慈幼會学校继续学业。期间积极参加田径运动，曾经代表学校参加全国標槍锦标赛。
1963年，17岁的他加入皇家马德里足球青年队。1966年至1968年，他被租借至巴列卡诺闪电，踢了两个赛季的西乙联赛。他还作为西班牙23歲以下國家足球隊球員参加1968年墨西哥奥运会足球比赛。1968年重回皇家马德里。1969年10月27日，首次亮相于皇家马德里对阵皇家蘇斯達的比赛。
戈约·贝尼托是皇家马德里“五鹰时期”的杰出球员。职业生涯一共代表皇家马德里出场420次，代表西班牙国家队出场22次。总共夺得6次联赛冠军和5次西班牙國王盃冠军。
1982年，戈约·贝尼托退役，时年35岁。为了表彰对皇家马德里的杰出贡献，时任主席圣地亚哥·伯纳乌·耶斯特亲自授予他终身成就奖。
戈约·贝尼托晚年患有阿茲海默症，在马德里的私人养老院度过。2020年4月2日逝世，终年73岁。

## 战绩
皇家马德里
- 西甲冠军：1971–72, 1974–75, 1975–76, 1977–78, 1978–79, 1979–80
- 西班牙國王盃冠军：1969–70, 1973–74, 1974–75, 1979–80, 1981–82
- 欧洲冠军联赛亚军：1980–81
- 欧洲杯赛冠军杯亚军：1970–71